# 2000年MTV歐洲音樂大獎
2000年MTV歐洲音樂大獎於瑞典斯德哥爾摩易利信球形體育館舉行，主持人為懷克里夫·金。

## 表演人
- 聖女合唱團（All Saints）— 《Pure Shores》
- 新好男孩 —《Shape Of My Heart》
- 電波雙人組（Bomfunk MCs）—《Freestyler》
- 廢物猿人（Guano Apes）—《No Speech》
- 羅南 —《Love Is A Rollercoaster》
- 珍妮佛·羅培茲 —《Love Don't Cost A Thing》
- 瑪丹娜 —《Music》
- 瑞奇·馬汀 —《She Bangs》
- 魔比 —《Porcelain》
- 辣妹合唱團 —《Holler》
- U2 —《Beautiful Day》
- 羅比·威廉斯 feat. 凱莉·米洛 —《Kids》

## 國際獎項

### 最佳歌曲
- 媚兒喜（Melanie C）& 左眼麗莎（Lisa "Left-Eye" Lopes）—《Never Be the Same Again》
- 瑪丹娜 —《Music》
- 索妮可（Sonique）—《It Feels So Good》
- 小甜甜布蘭妮 —《Oops!... I Did It Again》
- 羅比·威廉斯 —《Rock DJ》

### 最佳音樂錄影帶
- 眨眼182 —《All The Small Things》
- 幽浮一族 —《Learn To Fly》
- 魔比 —《Natural Blues》
- 嗆辣紅椒 —《Californication》
- 羅比·威廉斯 —《Rock DJ》

### 最佳專輯
- 邦喬飛 —《迷戀》（Crush）
- 阿姆 —《超級大痞子》（The Marshall Mathers LP）
- 梅西·葛蕾（Macy Gray）—《什麼樣的生活》（On How Life Is）
- 魔比 —《開始放》（Play）
- 崔維斯 —《那人》（The Man Who）

### 最佳女歌手
- 媚兒喜
- 珍娜·傑克遜
- 珍妮佛·羅培茲
- 瑪丹娜
- 小甜甜布蘭妮

### 最佳男歌手
- 阿姆
- 羅南
- 瑞奇·馬汀
- 西斯克（Sisqo）
- 羅比·威廉斯

### 最佳團體
- 新好男孩
- 眨眼182
- 邦喬飛
- 嗆辣紅椒
- 崔維斯

### 最佳新人
- 安娜賈西亞
- 眨眼182
- 電波雙人組
- 媚兒喜
- 索妮可

### 最佳流行藝人
- 聖女合唱團
- 新好男孩
- 超級男孩
- 小甜甜布蘭妮
- 羅比·威廉斯

### 最佳舞曲藝人
- 狡猾郎中（Artful Dodger）
- 瑪丹娜
- 魔比
- Moloko（英语：Moloko）
- 索妮可

### 最佳搖滾藝人
- 邦喬飛
- 幽浮一族
- 崆樂團
- 林普巴茲提特
- 嗆辣紅椒

### 最佳節奏藍調藝人
- 艾莉亞
- 天命真女
- 珍娜·傑克遜
- 珍妮佛·羅培茲
- 西斯克

### 最佳嘻哈藝人
- 德瑞博士
- 墓園三人組（Cypress Hill）
- 阿姆
- 懷克里夫·金
- 巴斯達韻

## 區域獎項

### 最佳英國及愛爾蘭藝人
- 克雷格·大衛
- 索妮可
- 崔維斯
- 西城男孩
- 羅比·威廉斯

### 最佳德國藝人
- Fuenf Sterne Deluxe（英语：Fuenf Sterne Deluxe）
- 醫生樂團
- 死褲子樂團
- Echt（英语：Echt）
- 廢物猿人

### 最佳北歐藝人
- The Ark（英语：The Ark）
- 電波雙人組
- 達魯（Darude）
- Shimoli
- Thomas Rusiak（英语：Thomas Rusiak）

### 最佳義大利藝人
- Paola e Chiara（英语：Paola e Chiara）
- Carmen Consoli（英语：Carmen Consoli）
- Lùnapop（英语：Lùnapop）
- Piero Pelu（英语：Piero Pelu）
- Subsonica（英语：Subsonica）

### 最佳荷蘭藝人
- 雅諾克（Anouk）
- Blof（英语：Blof）
- 肯恩樂團（Kane）
- Krezip（英语：Krezip）

### 最佳法國藝人
- Laurent Garnier（英语：Laurent Garnier）
- Modjo
- 鳳凰樂團（Phoenix）
- Saian Supa Crew（英语：Saian Supa Crew）
- 巴布·辛克勒（Bob Sinclar）

### 最佳波蘭藝人
- Brathanki（英语：Brathanki）
- Reni Jusis（英语：Reni Jusis）
- 卡雅（Kayah）
- Kazik（英语：Kazik）
- Myslovitz（英语：Myslovitz）

### 最佳西班牙藝人
- Dover（英语：Dover (band)）
- 安立奎
- DM-Clan
- 莫妮卡·娜蘭荷（Monica Naranjo）
- OBK（英语：OBK）

## 解放心靈大獎
- OTPOR